# Аиульф I (герцог Беневенто)
Аиульф I (Айон I; лат. Aiulf I, итал. Aione I; погиб в 642) — герцог Беневенто с 641 года, сын герцога Арехиса I.

## Биография
Павел Диакон сообщает, что когда герцог Беневенто Арехис I послал сына Аиульфа к королевскому двору, по дороге он заехал в Равенну. Там его угостили отравленным питьём, от которого он потерял рассудок и никогда больше не приходил в полный и здравый ум. Вероятно, по этой причине герцог желал, чтобы ему наследовал не Аиульф, а Радоальд или Гримоальд — сыновья Гизульфа II, герцога Фриульского, которые перебрались Беневенто после смерти своего отца. Однако Арехису после его смерти в 641 году новым герцогом всё же наследовал Аиульф при регентстве Радоальда и Гримоальда.
В «Chronicon Ducum Beneventi, Salerni, Capuæ et Neapolis» указано, что Аиульф правил 1 год и 5 месяцев, эту же цифру приводит и Павел Диакон. 
В 642 году славяне высадились на адриатическом побережье Италии в районе Сипонто и поставили там свой лагерь, вырыв вокруг него скрытые ловушки. Аиульф в отсутствие Радоальда и Гримоальда лично повёл свой отряд против них, но его конь попал в одну из ловушек, вырытых славянами. В результате этого Аиульф был окружён и убит. Ему унаследовал Радоальд.